# 쇼카쿠 (항공모함)
쇼카쿠(일본어: 翔鶴)는 일본 제국 해군의 쇼카쿠급 항공모함 네임쉽이다. 미국의 에식스급 항공모함이나 영국의 일러스트리어스급 항공모함처럼 워싱턴 해군 군축 조약 종료 후에 설계 건조되었기 때문에, 필요한 장비를 충분히 가진 대형 항공모함으로 완성되었다. 1944년(쇼와 19년) 6월의 마리아나 해전에서 미 잠수함 카바라가 쏜 어뢰에 맞고 연쇄적인 대화재에 의해 침몰했다.

## 개요
1937년(쇼와 12년)에 발표된 제3차 함선 보충 계획인 마루 3계획에 의해서 건조가 계획되었다. 일본 제국 해군이 건조한 함대형 정규 항공 모함의 결정판이라고도 불리는 대형 정규 항공 모함이다.
일본 제국 해군의 군함으로서는, 처음으로 구상 함수(발바스·바우)를 채용해 최대 속력 34kt의 고속성을 얻었다. 기관 출력은 16만 마력으로, 야마토형 전함보다도 웃돈다. 방어 능력에 대해서도, 기관부나 탄약고 등의 함의 주요부는 순양함의 포격에 충분히 견딜 수 있도록 장갑이 있어서 폭약 450kg의 어뢰에도 견딜 만하는 어뢰 방어가 되어있는 등 충실한 성능을 가진다. 그러나, 비행 갑판의 장갑은 없었고, 500kg 폭탄이 명중하면 항공기의 운용을 할 수 없게 된다. 또, 피해 대처 분야에 관해서도 동시기의 미국과 영국 항공 모함에 열등하는 면이 있다.
미드웨이 해전에서 카가, 아카기, 히류, 소류의 손실을 교훈으로, 가연물의 철거나 가연성의 도료 등을 사용하지 않는 등의 운용상의 대책을 세웠다. 기본적으로는 즈이카쿠와 같지만, 쇼카쿠는 계획시에는 함교를 좌현에 배치할 예정이었다. 좌현 함교는 아카기가 있다. 하지만 배연에 의한 항공기 시야 불량이나, 기류가 흐트러지는 과정에서 착함 작업에 악영향을 미친 것을 중점으로 두어 우현 배치로 변경되었다. 건조 개시 후에 아카기는 좌현 함교의 문제가 판명되었다. 그러나, 건조가 꽤 진행되고 있었기 때문에 좌현 함교인 채 배치되었다. 하지만 쇼카쿠는 이 문제가 설계 단계에서 발견되었기 때문에, 함교를 우현으로 변경할 수 있었다.
또 제5항공전대로서 "즈이카쿠"라는 작전 행동시에는 정해져 본함이 손해를 받게 되어, 손해 담당함 혹은 피해 담당함 등이라고 하는 불명예스러운 닉네임을 붙여지기도 했다. 건조시에는 즈이카쿠와 구별하기 위해서, 갑판 앞부분에 쇼카쿠는 「シ(시)」즈이카쿠에는 「ス(스)」라고 쓰여져 있었다. 항공모함으로서 유명하게 된 자매함 즈이카쿠에 비해 피해를 받는 것이 많아 자주 전선 이탈하였지만, 전적을 비교하면 즈이카쿠와 큰 차이 없고, 태평양 전쟁 중에 있어서의, 손상되면서도 분전한 항공모함이라고 칭하는 것이 적당하다는 평가도 있다.

## 연표
- 1937년 12월 12일 요코스카 해군 공창에서 기공.
- 1939년 6월 1일 진수.
- 1941년 8월 8일 취역. 8월 25일 제５항공전대에 편입.
- 11월 26일 단관만(単冠湾)출격. 12월 8일 진주만공격 참가.
- 1942년 1월 17일 라바울 공략전에서 트럭 제도 출격, 동월 20일 라바울, 동월 21일 라에 공격.
- 3월 26일 솔로몬 해전 참가. 4월 5일 콜롬보 공격. 동월 9일 트린코마리 공격.
- 5월 7일 산호해 해전 참가. 5월 9일 세계 최초의 항공모함 대 항공모함의 전투를 실시한다. 이 전투에서 중파 후, 6월 17일부터 구레 해군 공창에서 수리를 실시.
- 8월 24일 제２차 솔로몬 해전 참가.
- 10월 26일 마리아나 해전에 참가.
- 1944년 6월 19일 마리아나 해전에서 미 잠수함 「카바라」의 공격에 의해 침몰.
- 1945년 8월 20일 제적.

## 즈이카쿠와의 차이
「쇼카쿠」와「즈이카쿠」는 식별이 곤란하지만(탑승 인원조차 착함을 잘못함), 함교 직후의 메인 마스트의 가운데에 확성기(스피커)를 갖추고 있는 것이 쇼카쿠이다. 단, 진주만 공격시에는 양쪽 모두 메인 마스트의 가운데에 스피커를 갖추고 있어 1942년(쇼와 17년)말에는 쇼카쿠가 이 스피커를 함교좌벽으로 이전했다. 함교 바로 뒤, 메인 마스트의 스피커의 유무를 두 함의 식별점으로 할 수 있는 것은, 극히 단기간이다. 비행 갑판 앞부분상에 대공 식별 기호로서 카타카나 대문자로, 「쇼카쿠」는”シ(시)」”, 「즈이카쿠」는”ス(스)”라고 기재되어 있었다.
「야마토」나 「무사시」와 같이, 소속이 오나 요코스카라는 의견 있어 그 차이로 구별되었다고도 말한다.

## 같이 보기
- 진주만 공격
- 산호해 해전
- 일본제국 해군